# Frőhlich Roland
Frőhlich Roland (Dunaújváros, 1988. augusztus 8. –) magyar labdarúgó, csatár.

## Pályafutása
Pályafutását az MTK-ban kezdte, majd játszott a Dunaújváros, a Baja és az Érd csapatában is. 2011-ben igazolt Pécsre. itt négy szezont töltött, az élvonalban 72 találkozón hét gólt szerzett. 2015-ben, a Pécs licencproblémái és kizárása után igazolt a Pakshoz, amelynek színeiben hat bajnokin lépett pályára. Fél évet követően, 2016 januárjában a Mezőkövesd játékosa lett. A tavaszi szezonban öt bajnokin egy gólt szerzett, majd a Ceglédi VSE csapatához került kölcsönbe.
A Mezőkövesd csapatát feljutáshoz segítette a 2016-17-es szezonban, majd Soroksárra igazolt. A másodosztályban szereplő csapatban 27 tétmérkőzésen hatszor volt eredményes, a 2019-2020-as szezonban főként sérülése miatt mindössze két bajnokin tudott pályára lépni. 2020 januárjában felbontották a szerződését.

## További információ
- Frőhlich Roland (magyar nyelven). mlsz.hu
- Frőhlich Roland (magyar nyelven). hlsz.hu
- Frőhlich Roland (német nyelven). sport.de
- Frőhlich Roland (német nyelven). fussballdaten.de